# British Home Championship 1920/21
De British Home Championship van 1920/21 was de 33e editie van de British Home Championship. Het toernooi werd gehouden van 23 oktober 1920 tot en met 11 april 1921. Schotland werd kampioen.

## Eindstand
| Team      | Gsp | W | G | V | DV | DT | DS | Ptn |
| --------- | --- | - | - | - | -- | -- | -- | --- |
| Schotland | 3   | 3 | 0 | 0 | 7  | 1  | +6 | 6   |
| Wales     | 3   | 1 | 1 | 1 | 3  | 3  | 0  | 3   |
| Engeland  | 3   | 1 | 1 | 1 | 2  | 3  | –1 | 3   |
| Ierland   | 3   | 0 | 0 | 3 | 1  | 6  | –5 | 0   |

## Wedstrijden
|                                                      |                               |       |         |                                                                                |
| 23 oktober 1920 «onderlinge duels» 14:45 uur (UTC+1) | Engeland                      | 2 – 0 | Ierland | Roker Park, Sunderland Toeschouwers: 22.000 Scheidsrechter: Alex Jackson (SCO) |
| 23 oktober 1920 «onderlinge duels» 14:45 uur (UTC+1) | Bob Kelly 8' Billy Walker 47' |       |         | Roker Park, Sunderland Toeschouwers: 22.000 Scheidsrechter: Alex Jackson (SCO) |

|                                                     |                      |       |                 |                                                                                  |
| 12 februari 1921 «onderlinge duels» 14:30 uur (UTC) | Schotland            | 2 – 1 | Wales           | Pittodrie Stadium, Aberdeen Toeschouwers: 20.824 Scheidsrechter: Jim Mason (ENG) |
| 12 februari 1921 «onderlinge duels» 14:30 uur (UTC) | Andy Wilson 10', 46' |       | 30' Dai Collier | Pittodrie Stadium, Aberdeen Toeschouwers: 20.824 Scheidsrechter: Jim Mason (ENG) |

|                                     |         |                                        |           |                                                                              |
| 26 februari 1921 «onderlinge duels» | Ierland | 0 – 2                                  | Schotland | Windsor Park, Belfast Toeschouwers: 35.000 Scheidsrechter: Arthur Ward (ENG) |
| 26 februari 1921 «onderlinge duels» |         | 11' (pen.) Andy Wilson 89' Joe Cassidy |           | Windsor Park, Belfast Toeschouwers: 35.000 Scheidsrechter: Arthur Ward (ENG) |

|                                  |          |       |       |                                                                              |
| 14 maart 1921 «onderlinge duels» | Engeland | 0 – 0 | Wales | Ninian Park, Cardiff Toeschouwers: 12.000 Scheidsrechter: Alex Jackson (SCO) |
| 14 maart 1921 «onderlinge duels» |          |       |       | Ninian Park, Cardiff Toeschouwers: 12.000 Scheidsrechter: Alex Jackson (SCO) |

|                                                   |                                                     |       |          |                                                                               |
| 9 april 1921 «onderlinge duels» 15:00 uur (UTC+1) | Schotland                                           | 3 – 0 | Engeland | Hampden Park, Glasgow Toeschouwers: 100.000 Scheidsrechter: Arthur Ward (ENG) |
| 9 april 1921 «onderlinge duels» 15:00 uur (UTC+1) | Andy Wilson 20' Alan Morton 43' Andy Cunningham 53' |       |          | Hampden Park, Glasgow Toeschouwers: 100.000 Scheidsrechter: Arthur Ward (ENG) |

|                                                   |                                |       |                    |                                                                               |
| 9 april 1921 «onderlinge duels» 15:30 uur (UTC+1) | Wales                          | 2 – 1 | Ierland            | Vetch Field, Swansea Toeschouwers: 20.000 Scheidsrechter: Jack Howcroft (ENG) |
| 9 april 1921 «onderlinge duels» 15:30 uur (UTC+1) | Billy Hole 35' Stan Davies 80' |       | 60' Jimmy Chambers | Vetch Field, Swansea Toeschouwers: 20.000 Scheidsrechter: Jack Howcroft (ENG) |